# 中塚圭骸
中塚 圭骸（なかつか けいがい、1965年7月28日 - ）は、日本のミュージシャン、フリーライターであり、歯科医である。

## 人物
1965年（昭和40年）、北海道生まれ。北海道医療大学歯学部出身の歯科医として心身歯科学を研究するが、同時にエッセイストやミュージシャンとしても活動している。1980年代文化への愛と造詣が深く、「ミスター80年代」を自称する。また、漫画家・吾妻ひでおの熱烈なファンであるという。
ミュージシャンとしては、テクノ、環境音楽などの分野で活動し、ライターとしては大塚英志らと共にオタク関連の評論を行った。実姉は、精神科医の香山リカ。

## 参加アルバム
いずれも香山リカ・プロデュース
- 『クロノスタルジア～未知なる故郷』 バンダイ・ミュージックエンタテインメント 1998年
- 『テクノスタルジア～懐かしい未来』 バンダイ・ミュージックエンタテインメント 1998年

## 論考発表
- 『戦時下のおたく』 ササキバラ・ゴウ編、角川書店、2005年10月
- 『新現実』 Vol.4、太田出版、2007年4月

インタビュー
- 「おたく・新人類・ナショナリズム」（『Comic新現実』Vol.4、角川書店、2005年4月）

## 著書
- 『失踪入門 人生はやりなおせる』 吾妻ひでお著、インタビュー担当、徳間書店、2010年3年）